# Hassane Kamara
Hassane Kamara (Saint-Denis, Francia, 5 de marzo de 1994) es un futbolista francés. Juega de centrocampista y su equipo es el Udinese Calcio de la Serie A de Italia.

## Trayectoria
Formado en las inferiores del L. B. Châteauroux, debutó con el primer equipo el 4 de abril de 2014 en la Ligue 2 contra el Clermont Foot.
En agosto de 2015 fichó por el Stade de Reims. Formó parte del plantel que logró el ascenso a la Ligue 1 en la temporada 2017-18.
El 26 de junio de 2020 fichó por el O. G. C. Niza. Allí permaneció durante temporada y media, marchándose en enero de 2022 al Watford F. C. En agosto de ese mismo año se anunció su fichaje por el Udinese Calcio hasta 2026, aunque seguiría jugando en Inglaterra hasta junio de 2023 como cedido.

## Selección nacional
Kamara, quien es descendiente de gambianos, fue citado a la selección de Gambia en marzo de 2017.
En mayo de 2021 fue convocado por primera vez con la selección de Costa de Marfil para dos amistosos ante Burkina Faso y Ghana, debutando el 5 de junio en el primero de ellos.

## Estadísticas
Actualizado al último partido disputado el 18 de mayo de 2025 (no incluye encuentros por equipos reserva).
| Club | Div.          | Temporada     | Liga  | Liga  | Copas nacionales(1) | Copas nacionales(1) | Copas internacionales(2) | Copas internacionales(2) | Total | Total |
| Club | Div.          | Temporada     | Part. | Goles | Part.               | Goles               | Part.                    | Goles                    | Part. | Goles |
| --- | ------------- | ------------- | ----- | ----- | ------------------- | ------------------- | ------------------------ | ------------------------ | ----- | ----- |
| L. B. Châteauroux Francia | 2.ª           | 2013-14       | 5     | 1     | 0                   | 0                   | —                        | —                        | 5     | 1     |
| L. B. Châteauroux Francia | 2.ª           | 2014-15       | 21    | 4     | 4                   | 1                   | —                        | —                        | 25    | 5     |
| L. B. Châteauroux Francia | 3.ª           | 2015-16       | 1     | 0     | —                   | —                   | —                        | —                        | 1     | 0     |
| L. B. Châteauroux Francia | Total club    | Total club    | 27    | 5     | 4                   | 1                   | 0                        | 0                        | 31    | 6     |
| Stade de Reims Francia | 1.ª           | 2015-16       | 2     | 0     | 0                   | 0                   | —                        | —                        | 2     | 0     |
| Stade de Reims Francia | 2.ª           | 2016-17       | 1     | 0     | 1                   | 0                   | —                        | —                        | 2     | 0     |
| U. S. Créteil Francia | 3.ª           | 2016-17       | 15    | 2     | 0                   | 0                   | —                        | —                        | 15    | 2     |
| U. S. Créteil Francia | Total club    | Total club    | 15    | 2     | 0                   | 0                   | 0                        | 0                        | 15    | 2     |
| Stade de Reims Francia | 2.ª           | 2017-18       | 22    | 1     | 4                   | 0                   | —                        | —                        | 26    | 1     |
| Stade de Reims Francia | 1.ª           | 2018-19       | 16    | 0     | 3                   | 0                   | —                        | —                        | 19    | 0     |
| Stade de Reims Francia | 1.ª           | 2019-20       | 23    | 2     | 5                   | 0                   | —                        | —                        | 28    | 2     |
| Stade de Reims Francia | Total club    | Total club    | 64    | 3     | 13                  | 0                   | 0                        | 0                        | 77    | 3     |
| O. G. C. Niza Francia | 1.ª           | 2020-21       | 36    | 2     | 2                   | 0                   | 4                        | 1                        | 42    | 3     |
| O. G. C. Niza Francia | 1.ª           | 2021-22       | 11    | 0     | 0                   | 0                   | ―                        | ―                        | 11    | 0     |
| O. G. C. Niza Francia | Total club    | Total club    | 47    | 2     | 2                   | 0                   | 4                        | 1                        | 53    | 3     |
| Watford F. C. Inglaterra | 1.ª           | 2021-22       | 19    | 1     | 0                   | 0                   | ―                        | ―                        | 19    | 1     |
| Watford F. C. Inglaterra | 2.ª           | 2022-23       | 32    | 0     | 0                   | 0                   | ―                        | ―                        | 32    | 0     |
| Watford F. C. Inglaterra | Total club    | Total club    | 51    | 1     | 0                   | 0                   | 0                        | 0                        | 51    | 1     |
| Udinese Calcio · Italia | 1.ª           | 2023-24       | 35    | 1     | 2                   | 0                   | ―                        | ―                        | 37    | 1     |
| Udinese Calcio · Italia | 1.ª           | 2024-25       | 30    | 1     | 2                   | 0                   | ―                        | ―                        | 32    | 1     |
| Udinese Calcio · Italia | Total club    | Total club    | 65    | 2     | 4                   | 0                   | 0                        | 0                        | 69    | 2     |
| Total carrera | Total carrera | Total carrera | 269   | 15    | 23                  | 1                   | 4                        | 1                        | 298   | 17    |
| (1) Incluye datos de la Copa de Francia, Copa de la Liga de Francia y la Copa de Italia. (2) Incluye datos de la Liga Europa de la UEFA. |               |               |       |       |                     |                     |                          |                          |       |       |

## Palmarés

### Títulos nacionales
| Título  | Club           | País    | Año     |
| ------- | -------------- | ------- | ------- |
| Ligue 2 | Stade de Reims | Francia | 2017-18 |